# Hi-Hi-Hilfe!
Hi-Hi-Hilfe! (englischer Originaltitel: Help!) ist ein britischer Film des Regisseurs Richard Lester aus dem Jahr 1965. Im Mittelpunkt der Spielhandlung stehen die vier Musiker der Band The Beatles. Der Soundtrack wurde als Album Help! veröffentlicht. Es war nach Yeah! Yeah! Yeah! der zweite Spielfilm mit der Musikgruppe in der Hauptrolle unter der Regie von Richard Lester. Im Gegensatz zum ersten Film wurde Hi-Hi-Hilfe! in Farbe gedreht. Komponiert wurden alle Lieder des Films von John Lennon und Paul McCartney mit Ausnahme des Titels I Need You, den George Harrison beisteuerte.

## Handlung

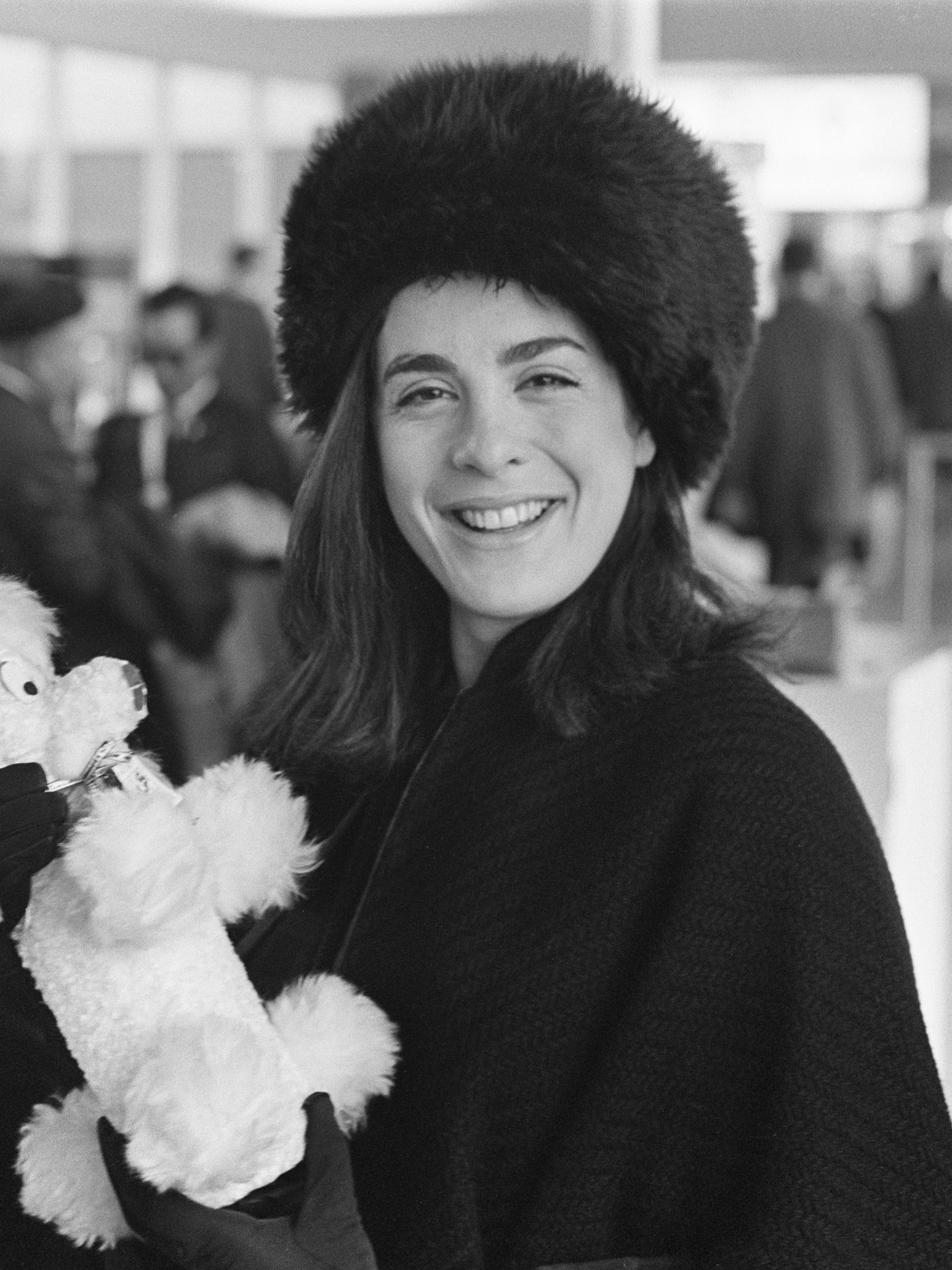
Eleanor Bron spielt im Film Help! Ahme

Die Beatles auf den Bahamas

Die Beatles in Österreich, in Obertauern

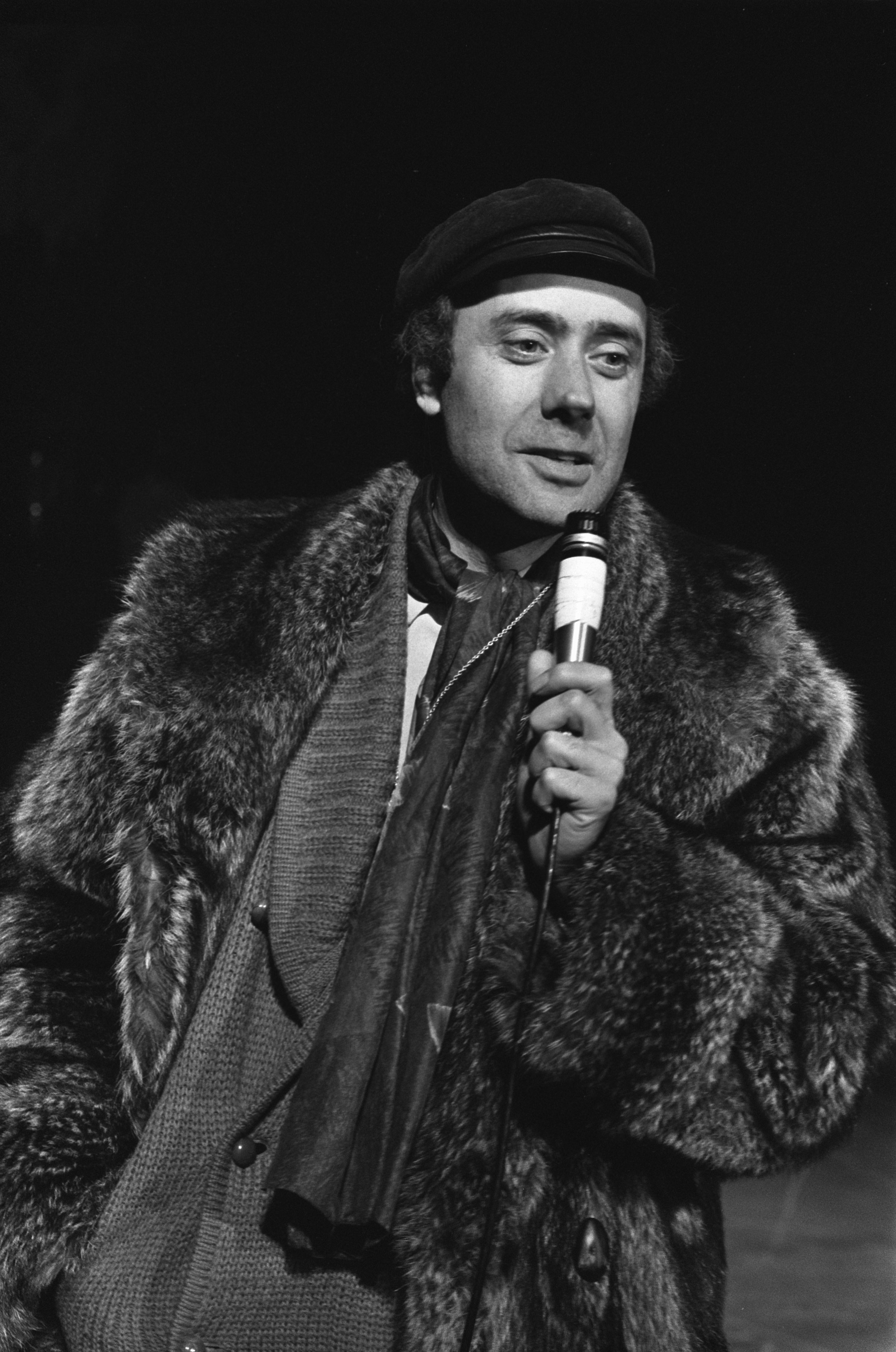
Victor Spinetti spielt im Film Help! Dr. Foot

Eine Kultgemeinschaft will ihrer Göttin Kaili eine Frau opfern. Gerade als sie getötet werden soll, sieht Ahme, die Hohepriesterin des Kultes, dass die Frau den Opferring nicht trägt. Inzwischen trägt Ringo den Ring, da er ihm vom Opfer heimlich in einem Fanbrief zugesandt wurde. Entschlossen, den Ring zurückzuholen und die Frau zu opfern, reisen der Swami Clang, Bhuta (Clangs persönlicher Assistent), Ahme und mehrere Kultmitglieder nach London. Der Oberpriester Clang und seine Helfer schlüpfen in verschiedene Verkleidungen und nutzen mehrere Gerätschaften und technische Tricks, um den Ring wiederzuerlangen. Nach fünf gescheiterten Versuchen, den Ring zu stehlen, treten sie den Beatles in einem indischen Restaurant gegenüber. Ringo erfährt, dass er das nächste Opfer sein wird, wenn er den Ring nicht bald zurückgibt, bemerkt anschließend, dass der Ring an seinem Finger feststeckt.
Die Beatles fliehen aus dem Restaurant zu einem Juwelier, um den Ring zu entfernen, aber die Werkzeuge, die er benutzt, zerbrechen. Anschließend suchen sie Hilfe bei dem verrückten Wissenschaftler Dr. Foot und seinem Assistenten Algernon. Dr. Foot versucht, die Moleküle des Rings zu dehnen, damit der Ring von Ringos Finger abrutschen kann, schafft es jedoch nur, alle anderen Ringe von den Fingern zu entfernen. Erstaunt darüber, dass seine Ausrüstung keine Wirkungen auf den Ring hat, beschließt Dr. Foot, dass er ihn besitzen muss, um die Weltherrschaft zu erlangen. Während die beiden Wissenschaftler versuchen, ein Lasergerät zusammenzusetzen, betritt Ahme das Labor und hält die Wissenschaftler mit vorgehaltener Waffe fest, während sie die Beatles entkommen lässt.
Ahme verguckt sich in Paul und unterstützt nun heimlich die Beatles. Sie erzählt den Beatles, dass Ringo jetzt das neue Opfer sein soll und bereitet eine spezielle Lösung vor, die Ringos Finger schrumpfen lassen soll, damit sie den Ring erhält. Clang und seine Helfer stürmen das Haus der Beatles und Ahme lässt die Spritze auf Pauls Bein fallen. Während sich ein geschrumpfter Paul in einem Aschenbecher versteckt, greifen die Kaili-Anhänger die anderen Beatles an und bestreichen Ringo mit roter Farbe. Dr. Foot und Algernon gelangen ebenfalls in das Haus und vertreiben die Angreifer, da aber die Pistole von Dr. Foot nicht funktioniert, zieht er sich wieder zurück.
Die Band flieht in die österreichischen Alpen (gedreht in Obertauern), um Zuflucht zu suchen, doch sowohl die Kaili-Anhänger als auch Dr. Foot verfolgen sie. Die Beatles lernen das Skifahren und spielen anschließend Eisstockschießen. Dr. Foot hat eine Sprengfalle in einem der Eisstöcke eingebaut und die Bombe explodiert nach einer Verzögerung und sprengt ein Loch in das Eis, aus dem ein Kanalschwimmer (Mal Evans) hervorkommt und nach dem Weg zu den weißen Felsen von Dover fragt. Die Beatles laufen vor Clang einen Hang hinunter, unter der Führung von Ahme, die Clang dann für einen Skisprungwettbewerb zur Startrampe verleitet. Clang wird der Sieger und erhält anschließend die Goldmedaille.
Die Gruppe flieht zurück nach England und bittet um Schutz von Scotland Yard, wo sie mit Pfeilen durch die Kultgemeinde attackiert werden. Nachdem sie während der Musikaufnahme mitten in der Salisbury Plain, umgeben von der britischen Armee, angegriffen wurden, verstecken sie sich nun im Buckingham-Palast, wo sie in einem Zeitlupen-Feld von Dr. Foot kurzfristig gefangen sind.
Während eines Spaziergangs mit der Polizei betreten die Beatles eine kleine Kneipe, in der Clang als Barmann verkleidet ist. Ringo versucht ein Bier zu trinken, kann aber sein Glas nicht vom Tisch nehmen. George Harrison kippt es um und öffnet unwissentlich eine Falltür zu dem von Clang eingerichteten Keller, in den Ringo fällt. Im Keller befindet sich ein Tiger. Sie rufen den Polizeiinspektor, der ihnen befiehlt, die Ode an die Freude aus Beethovens 9. Symphonie für den Tiger zu singen, um ihn zu beruhigen. Jeder innerhalb und außerhalb der Kneipe macht mit und singt das Lied auf Deutsch.
Als Nächstes fliegen die Beatles, verkleidet, auf die Bahamas. Ihnen folgen die Scotland Yard-Offiziere sowie Dr. Foot und Clang und die Kultgemeinde. Nachdem verschiedene Versuche von Mitgliedern der Kultgemeinde, Ringo gefangen zu nehmen, durch Täuschungsmanöver der Beatles, misslangen, wurde die Mehrzahl von ihnen dann von der Bahamas-Polizei verhaftet. Trotz aller Bemühungen wird Ringo von Dr. Foot gefangen genommen, der ihn auf ein Schiff bringt, um ihm den Finger abzuschneiden, damit der Ring endlich in seinen Besitz gelangt.
Ahme rettet Ringo aus den Händen von Dr. Foot, indem sie ihn gegen ein Fläschchen mit „destillierter Essenz“ eintauscht. Die beiden versuchen, vom Schiff zu entkommen, indem sie ins Wasser springen. Sie werden aber gleich im Wasser von der Kultgemeinde gefangen genommen und am Strand gefesselt. Clang beginnt anschließend die Zeremonie, um Ringo zu opfern.
Ringo und Ahme schaffen es erneut, sich zu befreien und der Ring rutscht von seinem Finger, als er versucht, seinen Bandkollegen und der Polizei zuzuwinken, um sie zu warnen. Ringo legt den Ring an Clangs Hand und Ahme erklärt Clang zum nächsten Opfer. Eine letzte Schlägerei findet zwischen den Beatles, der Kultgemeinde und der Polizei statt. Clang schafft es, den Ring selbst abzunehmen und gibt ihn Dr. Foot. Danach gelangt der Ring an den Finger von Bhuta, der dann als nächstes Opfer auserkoren wird. Währenddessen erscheint der Kanalschwimmer wieder am Strand und fragt erneut nach dem Weg zu den weißen Felsen von Dover.
In die Handlung des Films wurden mehr oder weniger passend sieben neue Lieder der Beatles eingebaut.

## Synchronfassung
Die deutsche Synchronisation wurde von Franz Otto Krüger erstellt. Anders als bei Yeah Yeah Yeah ist die deutsche Synchronisation von Hi-Hi-Hilfe! bislang nicht auf DVD oder Blu-ray Disc erhältlich.
| Rolle           | Darsteller      | Synchronstimme          |
| --------------- | --------------- | ----------------------- |
| John Lennon     | John Lennon     | Rainer Brandt           |
| Paul McCartney  | Paul McCartney  | Wolfgang Gruner         |
| George Harrison | George Harrison | Wolfgang Draeger        |
| Ringo Starr     | Ringo Starr     | Horst Gentzen           |
| Ahme            | Eleanor Bron    | Ilse Kiewiet            |
| Prof. Foot      | Victor Spinetti | Stefan Wigger           |
| Clang           | Leo McKern      | Martin Hirthe           |
| Superintendent  | Patrick Cargill | Friedrich W. Bauschulte |

## Kritiken
„Ein exzentrisches filmisches Kabinettstück mit vielen intelligenten, teils recht platten Einfällen gespickt. In der früheren deutschen Kinosynchronisation waren die im Original so hörenswerten, bizarren Wortspielereien aus John Lennons Feder weitgehend zugrunde gerichtet. Erst in der 1994 eingesetzten deutsch untertitelten Originalversion offenbart der Film wieder seinen Witz.“

„Lärmiger farbiger Cocktail aus Beatmusik und zahlreichen, meist originellen Einfällen.“

## Sonstiges
- Der Film sollte ursprünglich unter dem Titel Eight Arms to Hold You erscheinen. Auf der US-amerikanischen Single Ticket to Ride steht auf dem Label: From the United Artists Release “Eight Arms to Hold You”.[4]
- Als sich die Beatles auf der Flucht vor den Sektenmitgliedern und Wissenschaftlern verkleiden müssen, nehmen sie ein wenig vorweg, wie sie zwei Jahre später tatsächlich aussahen, beispielsweise John Lennon mit runder Brille und Bart.
- Auf dem Filmplakat und auf dem Plattencover zeigen die Beatles mittels Winkeralphabet die Buchstaben NUJD (und nicht HELP, wie man vermuten kann).
- Im Abspann wird erwähnt, dass die Beatles den Film Elias Howe, dem Erfinder der Nähmaschine, widmeten.
- Die Musik, die während des Abspanns gespielt wird, ist die Ouvertüre des Barbier von Sevilla von Gioachino Rossini, wobei die Beatles ihr Lachen, Pfeifen, diverse Geräusche und ihre Kommentare hinzufügen.

John Lennon, Paul McCartney und George Harrison bei Dreharbeiten zum Film Help!

## Die Beatles über die Entstehung des Films
Die nachfolgenden Zitate der Beatles entstammen dem Buch The Beatles Anthology und spiegeln deren Meinungen und Erinnerungen wider:
George Harrison: „Im Februar begannen wir mit den Dreharbeiten zu unserem zweiten Film Help!. Er wurde auf den Bahamas, in Österreich und in England gedreht. Die Außenaufnahmen machten richtig Spaß. Wir drehten ein paar unglaubliche Szenen, die nie verwendet wurden. Wir haben mittlerweile herausgefunden, dass die ganzen Aufnahmen vernichtet wurden.“
Ringo Starr: „Das Problem war, dass wir extra auf die Bahamas geflogen waren, um all die heißen Szenen zu drehen, und dann war es eiskalt. Wir mussten in Hemd und Hose rumfahren und rumlaufen, und es war einfach arschkalt.“
Paul McCartney: „Während wir uns wirklich voll reingehängt hatten, um den Text für A Hard Day’s Night zu lernen, nahmen wir Help! schon weniger ernst. Ich bin mir nicht sicher, ob irgendjemand den Text vorher konnte. Den lernten wir, glaube ich, immer auf dem Weg zum Set.“
Ringo Starr: „Die Handlung von Help! drehte sich um mich, das Motiv des Rings und natürlich auch Kaili. Ich spielte die Hauptrolle, und ich glaube, das lag an meiner Begeisterung für den ersten Film.“
John Lennon: „Wir hatten keinen Einfluss auf den Film. Zu A Hard Day’s Night hatten wir eine Menge beigetragen, und er war halb realistisch. Dick Lester sagte uns bei Help! nicht, wovon der Film handeln würde. Wenn ich jetzt zurückblicke, erkenne ich, wie fortschrittlich das war. Praktisch ein Vorläufer für den Batman-Rummel im Fernsehen – diese Art von Sachen. Aber er hat es uns nie erklärt. Das lag zum Teil vielleicht auch daran, dass wir zu jener Zeit schon zum Frühstück Marihuana rauchten. Man konnte nicht mit uns reden – da waren die ganze Zeit diese glitzernden Augen und das Gekicher. Wir lebten in unserer eigenen Welt“
Ringo Starr: „Eine verdammt riesige Menge Hasch wurde da geraucht, als wir den Film drehten. Es war großartig. Dadurch wurde es eine wirklich lustige Sache.“
George Harrison: „Als Nächstes war Österreich dran. Für mich war es das erste und letzte Mal auf Skiern. Es war wirklich gefährlich.“
Ringo Starr: „Wir waren zum ersten Mal in Österreich – standen zum ersten Mal auf Skiern. Ich liebe es. Dick Lester wusste, dass nach dem Mittagessen kaum noch etwas vorwärts gehen würde. Nachmittags kamen wir selten über die erste Textzeile hinaus. Wir hatten solche Lachkrämpfe, dass niemand etwas dagegen tun konnte.“
Paul McCartney: „Wir filmten die Buckingham-Palace-Szene, in der wir alle die Hände hochheben sollen. Alles was wir zu tun hatten, war, uns umzudrehen und erstaunt dreinzublicken oder so. Aber jedes Mal, wenn wir in die Kamera schauten, liefen uns Lachtränen über die Wangen.“
George Harrison: „Wir filmten diese Szene tagelang. Da ist diese Pfeife, aus der roter Rauch quillt, und wir haben das Fenster offen und alle Wachen fallen um. Diese Szene brauchte einfach ewig. Wir lachten uns kaputt, waren wie hysterisch und ich glaube, wir brachten Dick Lester an die Grenze seiner Geduld.“
John Lennon: „Ich hatte Spaß beim Dreh, jetzt bin ich einigermaßen zufrieden, aber nicht wahnsinnig stolz darauf.“ Als wir Help! machten, hatten wir zum ersten Mal mit Indien zu tun. Auf dem Set gab es Sitars und solche Dinge – da war diese indische Band, die im Hintergrund spielte, und George betrachtete sie interessiert.

## Aufnahmedaten und -orte
- 23. Februar bis 9. März 1965: Aufnahmen beginnen auf den Bahamas
- 14. März bis 20. März 1965: Aufnahmen in Österreich, Obertauern in den österreichischen Alpen
- 24., 25., 26., 29., 30., 31. März, 1., 2., 5.–9., 12., 13., 20.–23. April: Aufnahmen in London in den Twickenham Filmstudios
- 24. April 1965: City Barge, Chiswick, London
- 27.–30. April 1965: Aufnahmen in London in den Twickenham Filmstudios
- 3.–5. Mai 1965: Salisbury Plain, Knighton Down, Wiltshire
- 7. Mai 1965: Aufnahmen in London in den Twickenham Filmstudios
- 9. Mai 1965: Aufnahmen an verschiedenen Orten in London
- 10., 11. Mai 1965: Cliveden House, Berkshire
- 18. Mai und 16. Juni 1965: Nachsynchronisation in London in den Twickenham Filmstudios

## Filmmusik und Soundtrackalbum
Folgende Lieder wurden im Film gespielt, die Kompositionen stammen, wenn nicht anders aufgeführt, von Lennon/McCartney.
Die Titel in der Folge ihrer Verwendung im Film:
1. Help!
2. You’re Going to Lose That Girl
3. You’ve Got to Hide Your Love Away
4. Ticket to Ride
5. I Need You (Harrison)
6. The Night Before
7. Another Girl
8. I’m Happy Just to Dance with You (instrumentale Version während des Fahrradfahrens)
9. She’s a Woman (vom Tonband während einer Szene im „Untergrund“)
10. A Hard Day’s Night (gespielt von einer indischen Gruppe in einer Restaurantszene)
11. You Can’t Do That (als Teil der instrumentalen Filmmusik)
12. From Me to You Fantasy (als Teil der von Ken Thorne komponierten Filmmusik)

- Am 13. August 1965 wurde in den USA das Soundtrackalbum Help! veröffentlicht. In Deutschland erschien am 12. August 1965 und einen Tag später in Großbritannien das Album Help!, das neben den sieben Filmliedern noch weitere sieben Titel enthält.
- Im November 2007 wurde die Promotion-CD Help! 7 Song Radio Sampler mit den sieben Soundtrackliedern veröffentlicht.[8]

## Veröffentlichung
| Titel              | Format  | Sprache  | Datum         | Label                       | Anmerkungen |
| ------------------ | ------- | -------- | ------------- | --------------------------- | --- |
| Hi-Hi-Hilfe! Help! | VHS     | englisch | Feb. 1987     | MPI Home Video              | |
| Hi-Hi-Hilfe! Help! | VHS     | englisch | 31. Okt. 1995 | MPI Home Video/Apple        | 30th Anniversary Version. Hi-Fi Digital Stereo; 8 Minuten Bonus Material |
| Hi-Hi-Hilfe! Help! | DVD     | englisch | 14. Nov. 1997 | MPI Home Video              | nur in den USA |
| Hi-Hi-Hilfe! Help! | DVD     | englisch | 30. Okt. 2007 | EMI/Apple                   | Tonspuren: 5.1 und 2.0, neu abgemischt von Sam Okell und Guy Massey, digital restaurierter Film, Bonus-DVD mit einer 30-Minuten Dokumentation über den Film sowie The Restauration of Help!; Memories of Help!, 3 Theatrical Trailers und 1965 Radio Spots. Die DVD Deluxe Edition enthält zusätzlich ein 60-seitiges Hardcoverbuch mit Bildern vom Film sowie einer Einleitung von Richard Lester und einen Kommentar zum Film von Martin Scorsese. In dem Buch eingebettet befinden sich acht Kinoausstellbilder (Reproductions of 8 original US theatrical lobby cards) sowie ein Kinoplakat (Reproduction of an original 1965 theatrical poster) sowie eine Reproduktion von Richards Lesters 122-seitigen Filmskript mit handschriftlichen Kommentaren. |
| Hi-Hi-Hilfe! Help! | Blu-ray | englisch | 21. Juni 2013 | Universal Music Group/Apple | Veröffentlichung der DVD-Version (2007) als Blu-ray |

## Charts und Verkäufe
Charts
| ChartsChartplatzierungen       | Höchstplatzierung | Wochen |
| ------------------------------ | ----------------- | ------ |
| Schweiz (IFPI)                 | 4 (2 Wo.)         | 2      |
| Vereinigte Staaten (Billboard) | 1 (142 Wo.)       | 142    |

Auszeichnungen für Musikverkäufe

| Land/Region               | Auszeichnungen für Musikverkäufe (Land/Region, Auszeichnung, Verkäufe) | Verkäufe |
| ------------------------- | ---------------------------------------------------------------------- | -------- |
| Australien (ARIA)         | Gold                                                                   | 7.500    |
| Frankreich (SNEP)         | Platin                                                                 | 20.000   |
| Kanada (MC)               | 8× Platin                                                              | 80.000   |
| Spanien (Promusicae)      | Gold                                                                   | 10.000   |
| Vereinigte Staaten (RIAA) | 5× Platin                                                              | 500.000  |
| Insgesamt                 | 2× Gold · 14× Platin ·                                                 | 617.500  |

Hauptartikel: The Beatles/Auszeichnungen für Musikverkäufe